# Дует кішок
«Дует кішок» («Duo des chats») — французький короткометражний фільм 2018 року, знятий режисерами Міхаелем Гаусманом і Андреа Данезе.

## Сюжет
Під пильним оком матері двоє близнюків перетворюють цілком приємну виставу перед усією родиною на жорстоку котячу бійку за пару туфель-човників Très Vivier.

## У ролях
- Катрін Денев — мати
- Герардо Феллоні — піаніст
- Анжела Міко — тітка
- Надя Терешкевич — сестри-близнючки
- Соня Зоненберг — офіціантка

## Знімальна група
- Режисери — Міхаель Гаусман, Андреа Данезе
- Сценарій — Андреа Данезе, Енріко Манцо
- Художник — Андреа Данезе